# St. Peter und Paul (Lutterberg)

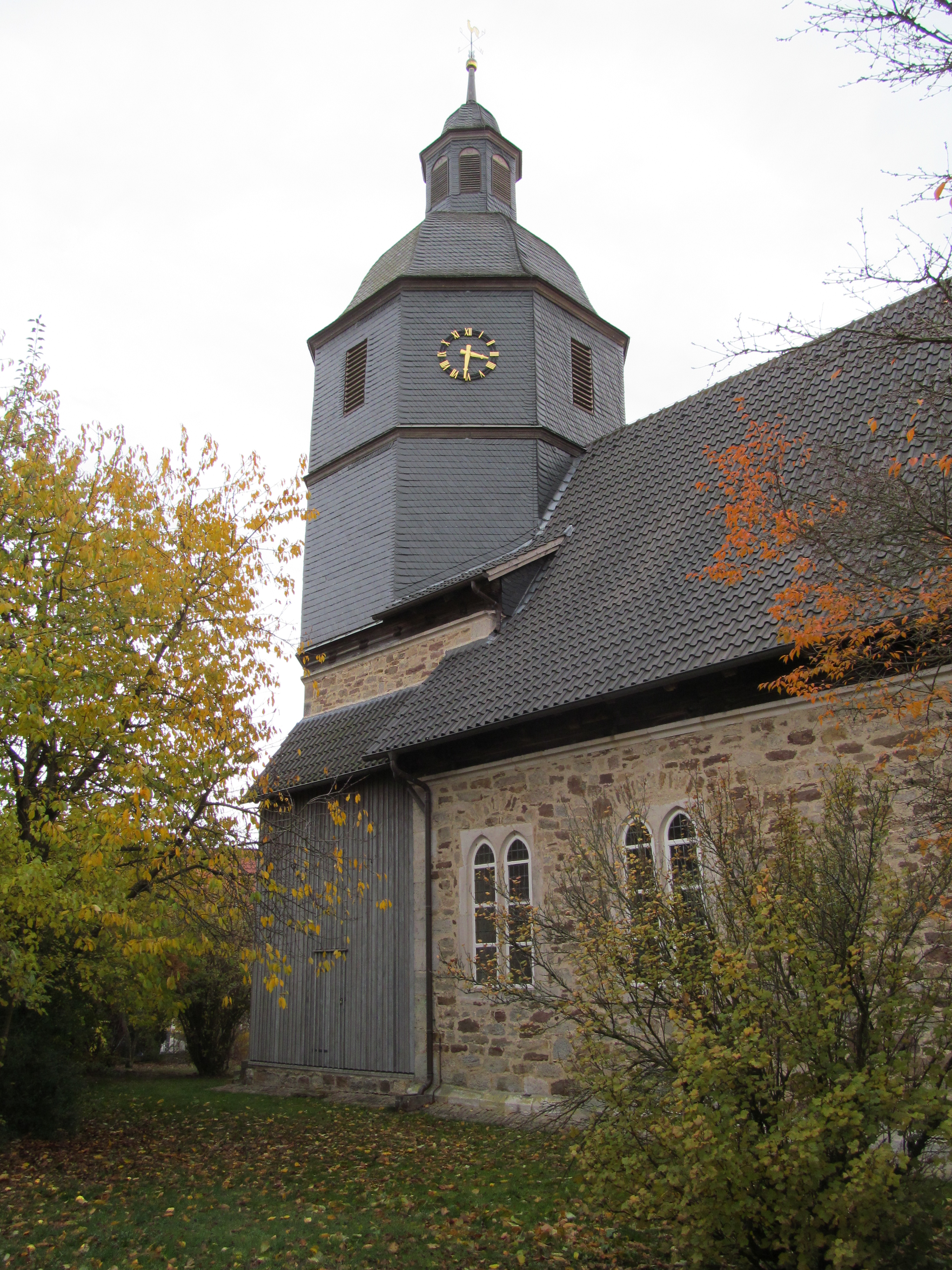
St. Peter und Paul

Die evangelisch-lutherische denkmalgeschützte Kirche St. Peter und Paul steht in Lutterberg, einem Gemeindeteil von Staufenberg im Landkreis Göttingen von Niedersachsen. Die Kirchengemeinde gehört zum Kirchenkreis Göttingen-Münden im Sprengel Hildesheim-Göttingen der Evangelisch-lutherischen Landeskirche Hannovers.

## Beschreibung
Der Chorturm stammt aus dem 14. Jahrhundert und wurde 1482 erneuert. Er hat zwei achtseitige schiefergedeckte Obergeschosse, das oberste mit Klangarkaden und den Zifferblättern der Turmuhr. Auf dem Turm sitzt eine glockenförmige Haube, die von einer geschlossenen Laterne gekrönt wird. Der Chor ist von einem Kreuzgewölbe überspannt. In ihm sind aus dem 14. Jahrhundert Fresken mit Anna selbdritt und dem Abendmahl, die von Ranken umgeben sind. Diese wurden bei einer Renovierung wieder freigelegt. Das 1694 erneuerte rechteckige Langhaus hat seit der Restaurierung 1970/72 unter dem Tonnengewölbe eine Holzbalkendecke. 1934 wurde die Kanzel aus dem Kanzelaltar entfernt und an der Westwand neu aufgestellt. Die Orgel von 1796 hat Johann Stephan Heeren gebaut und steht unter Denkmalschutz.
Eine der Glocken stammt aus der Ordensburg Preußisch Mark in Ostpreußen.
In der Kirche steht ein Epitaph für Graf Zinzendorf und Pottendorf, eines Neffen von Nikolaus von Zinzendorf, des Gründers der Herrnhuter Brüdergemeine. Er war als sächsischer Offizier im Siebenjährigen Krieg in der Zweiten Schlacht bei Lutterberg gefallen.